# 조지아 대학교

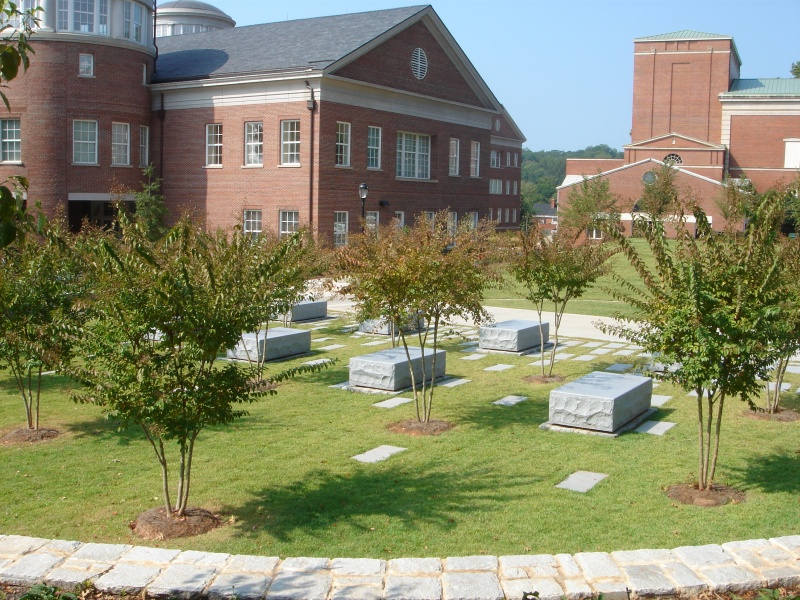

조지아 대학교(영어: University of Georgia)는 미국의 공립 대학으로, 조지아주 애선스에 자리 잡고 있다. 1785년에 설립되었으며, 미국내에서 공립 대학 중 큰 규모와 오래된 역사를 자랑하는 명성을 가지고 있다. 그 역사에 맞는 상위권 공립 대학으로 인정된다. 조지아 대학교는 'University of Georgia' 보다 줄임말인 'UGA'로 더욱 많이 알려져 있다. 마스코트인 불독의 이름도 어가(Uga) 로 불린다. 총 79개의 학위 프로그램을 제공하고 있으며, 미국과 전 세계에서 온 약 26,000 명의 학부 학생과 약 9,000명의 석박사 학생이 재학 중이다.
이 대학교는 총 16 개의 단과 대학으로 구성된다. 매년 미국 대학교 순위를 매기는 유에스 뉴스앤월드 리포트(U.S. News and Worlds Reports) 2019년도판에서 조지아 대학교 학부과정을 전미국 대학중 46위라고 발표했다. 단과대별로는 경상대, 법대, 행정대, 그리고 신문방송대를 탑 50 대학교 중 최고 4위라고 발표했다. 또한, "앞으로 성장할 학교"로서 11위에 매겼는데, 이는 사우스캐롤리나 주립대와 동위이며, 에모리 대학교보다 상위에 위치한다. 또한 "공립 아이비 학교"로서 명성이 나있다. 탑 10 공립 아이비학교 순위에 기재되었다. 환경디자인공대는 조경디자인 학부과정으로서는 1위이며, 학사과정에서 3위에 위치하고 있다.
조지아 대학교 소속 운동 선수들은 불독을 공동 마스코트로서 경쟁을 한다. 미국 동남부 지역 대학 연합의 일원으로서, 불독은 총 31개의 국가 선수권을 우승했고 130개의 지역 선수권을 우승했다.
학술 연구나 운동 경기에 더해서, 조지아 대학교는 남북전쟁 이전 고전적 건물로 가득한 대학도시 안에 위치한 캠퍼스로도 유명하다. 약 250헥타르(615 에이커) 규모의 캠퍼스로 직원은 9,800 명, 예산은 약 1.2조원(약 10 억 달러), 약 6천억원(5 억달러) 가치의 체육시설이 있다. 이는 조지아주 내에서 가장 큰 규모의 직장 중 하나이며 조지아주의 경제적, 문화적 활력을 주는데 중요한 역할을 한다.

## 학교 조직
조지아 대학교 총장은 (현재 마이클 애덤스(Michael F. Adams)) 조지아 리전트 이사회(Georgia Board of Regents)가 임명하고 감사를 한다. 조지아 대학교는 총 16 개의 단과대로 나뉜다.

### 단과대
- 농과대 (College of Agricultural and Environmental Sciences)
- 기초과학대 (Franklin College of Arts & Sciences)
- 경상대 (Terry College of Business)
- 환경과학대 ([[Odum School of Ecology|Eugene P. Odum School of Ecology)
- 교육학대 (College of Education)
- 환경디자인대 (College of Environment & Design)
- 가정과학대 (College of Family and Consumer Sciences)
- 임산자원학대 (Daniel B. Warnell School of Forestry and Natural Resources)
- 학사대 (Graduate School)
- 방송통신학대 (Henry W. Grady College of Journalism and Mass Communication)
- 법대 (School of Law)
- 약학대 (College of Pharmacy)
- 공공의대 (College of Public Health)
- 국제정치학대 (School of Public and International Affairs)
- 사회복지학대 (School of Social Work)
- 수의대 (College of Veterinary Medicine)